# 弗利特河

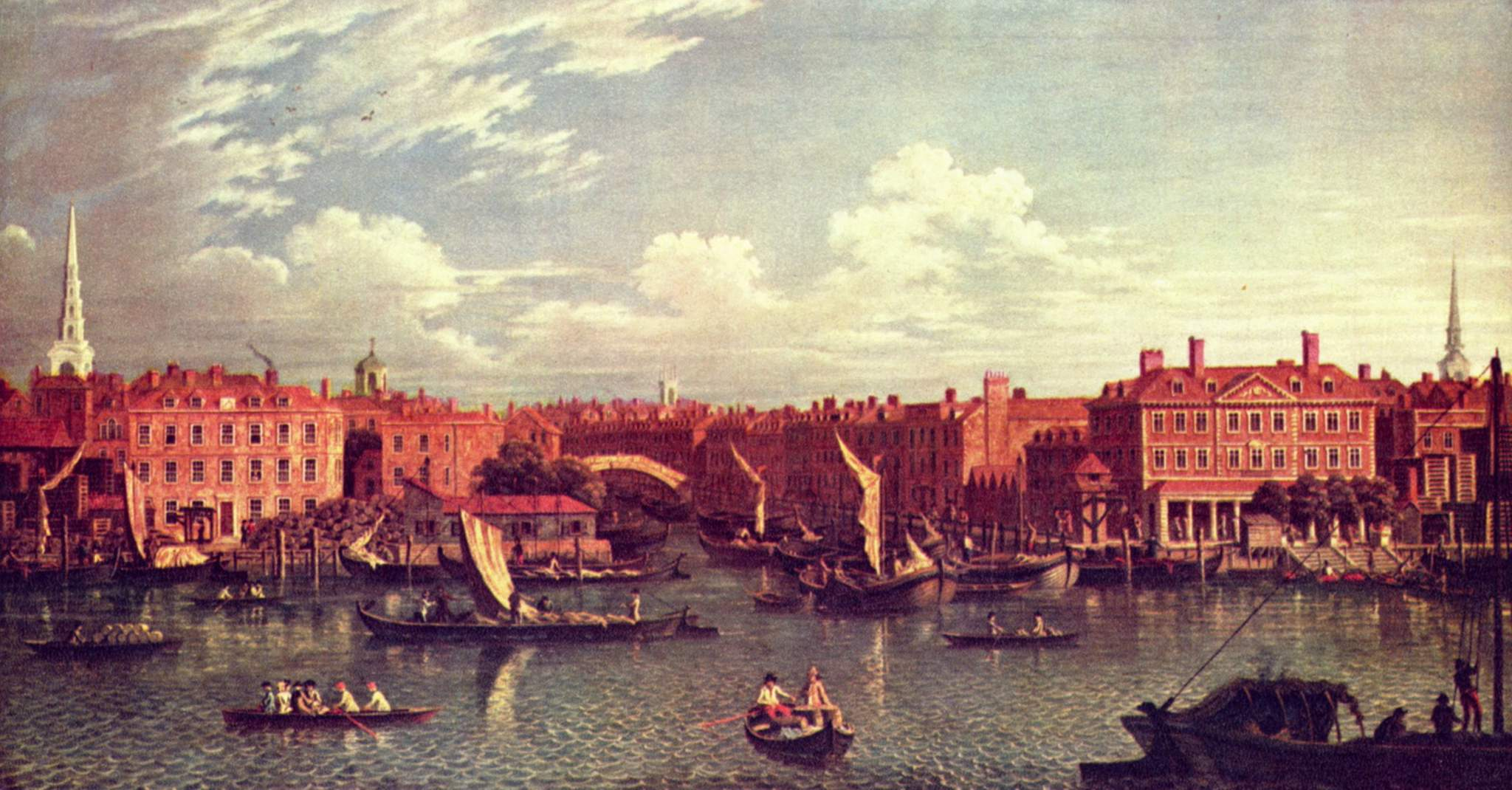
弗利特河入口，塞繆爾·保羅，約1750年

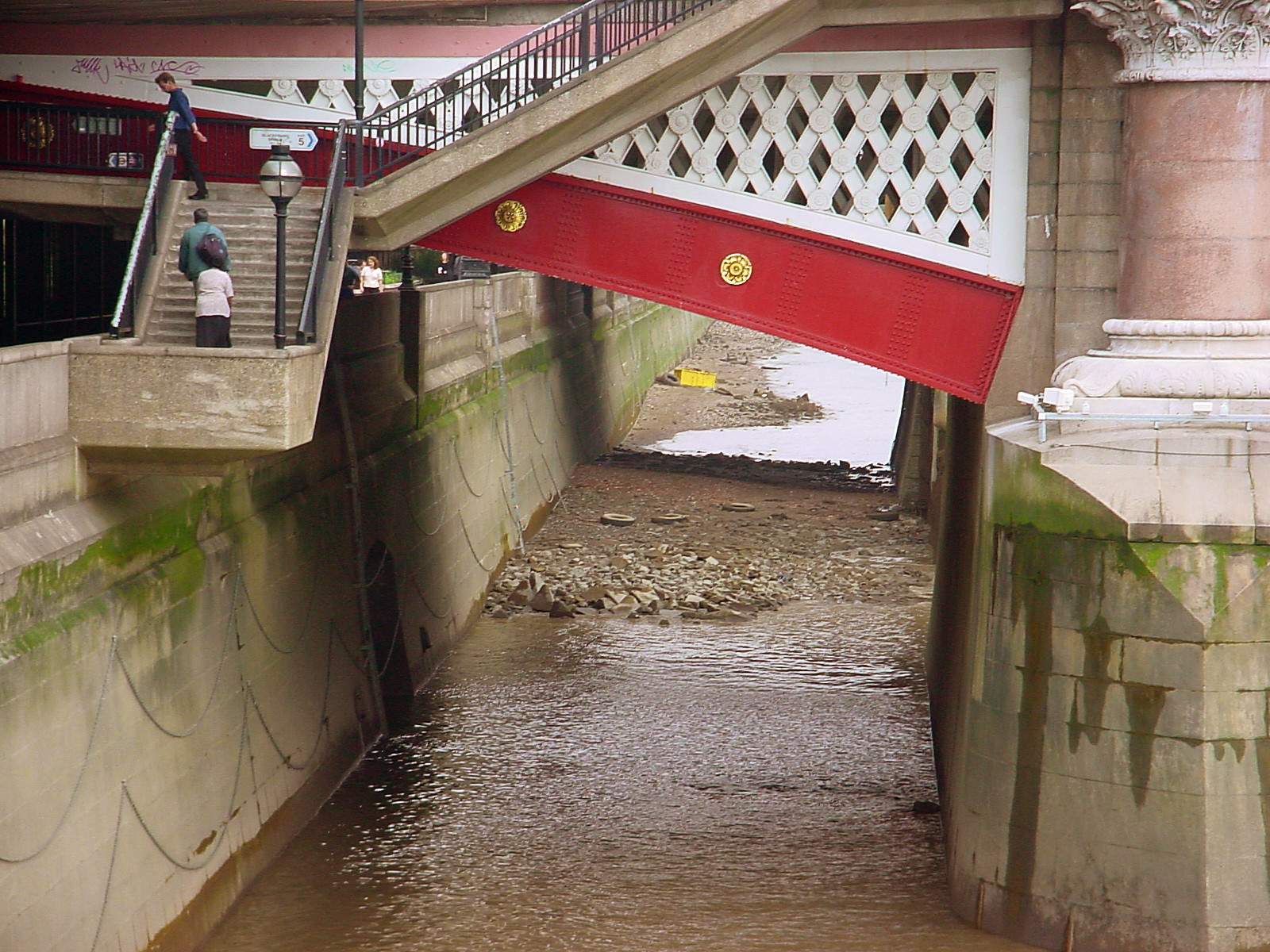
弗利特河在黑衣修士橋的入河口

弗利特河（英語：River Fleet），亦稱艦隊河，是倫敦最大的地下河，弗利特街（又譯「艦隊街」）和霍爾本都是得名自這條河。其源頭是來自漢普斯特德荒野的兩條溪流，這兩條溪流在18世紀蓄水形成漢普斯特德池塘和海格特池塘，艦隊河自倆個池塘開始，綿延4英里（6.4），在黑衣修士橋下注入泰晤士河。
艦隊河的名字來自古英語“flēot”（漲潮的水灣） ，在羅馬不列顛時代，艦隊河還是一條主要地上河流，其河口可能還有世界最古老的潮力磨坊。盎格魯-撒克遜英格蘭的艦隊河附近有許多水井，13世紀時被稱為“水井河”（River of Wells）。工業革命時遭到污染，過度用水也使得其流量大為減小，19世紀因為攝政運河的修建而被覆蓋。

## 外部連結
- McRae, Andrew. ""On the Famous Voyage": Ben Jonson and Civic Space." Early Modern Literary Studies Special Issue 3 (September, 1998): 8.1-31
- Sub-Urban.com — River Fleet
- Photos From The Buried River Fleet
- Chesca Potter, "The River of Wells"
- Map showing Ray Street Bridge （页面存档备份，存于）

51°30′39″N 0°6′16″W / 51.51083°N 0.10444°W